# À prova de idiotas

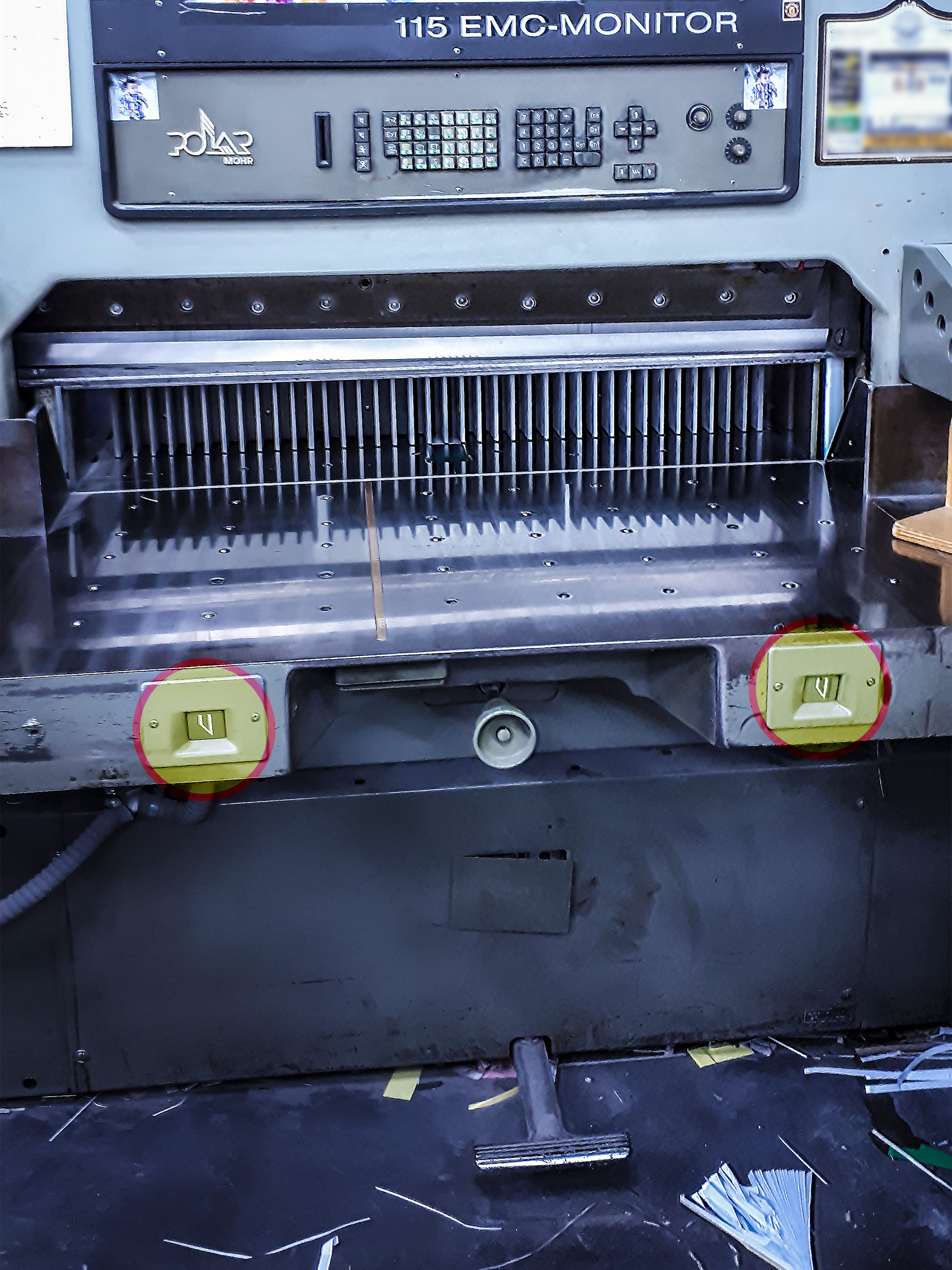
Um exemplo de um dispositivo à prova de idiotas: Uma máquina de corte de papel com dois botões manuais separados e um pedal de perna para o seu funcionamento. Um design à prova de idiotas que evita o corte acidental do membro de um operador.

À prova de idiotas é um termo oriundo do inglês "Idiot-proof" e que é usado para descrever projetos/dispositivos que não podem ser mal utilizados de forma inerente ou pelo uso de princípios de projeto defensivos. A implicação é que o design pode ser usado mesmo por alguém de baixa inteligência que não o usaria adequadamente.
O termo "à prova de idiotas" tornou-se popular na década de 1970. Vários provérbios da famosa Lei de Murphy afirmam que sistemas à prova de idiotas não podem ser feitos, por exemplo "Nada é à prova de idiotas para um tolo suficientemente talentoso" e "Se você fizer algo à prova de idiotas, alguém simplesmente será um idiota melhor." Nesse sentido, Douglas Adams escreveu em O Guia do Mochileiro das Galáxias que "um erro comum que as pessoas cometem ao tentar projetar algo completamente à prova de falhas é subestimar a engenhosidade de idiotas completos".